# Werner P. Zibaso
Werner P. Zibaso (* 5. August 1910 in Bad Homburg vor der Höhe; † 23. April 1983 in Berg; gebürtig Gustav Otto Werner Zippel) war ein deutscher Schriftsteller und Drehbuchautor.

## Leben
Werner Zibaso versuchte sich als Maler, Grafiker und Journalist und arbeitete ab 1935 als Bühnenautor.
Das Berliner Adressbuch verzeichnet ihn u. a. 1943 als Schriftsteller in der Potsdamer Chaussee 49 in Nikolassee.
Mit dem Schwank Gordian, der Tyrann schuf er 1937 sein erstes Filmdrehbuch. Vier Jahrzehnte lang schrieb Zibaso Drehbücher für die verschiedensten Filmgenres, darunter Filmkomödien, Heimatfilme, Abenteuerfilme, Filmdramen, Schlagerfilme und Kriminalfilme.
Seine ambitioniertesten Werke dürften die Kriegsdramen Es geschah am 20. Juli (1955) und Der Arzt von Stalingrad (1957) sein. Während der Phase der Sexwelle verfasste der bereits über sechzigjährige Zibaso noch zahlreiche Drehbücher zu Erotikfilmen. Er schrieb auch mehrere Romane, von denen Orden für die Wunderkinder aus dem Jahr 1965 am erfolgreichsten wurde.
1945/1946 war Zibaso in Berlin auf der vom Kulturbund zur Demokratischen Erneuerung Deutschlands veranstalteten Ausstellung Bildender Künstler mit einem Holzschnitt Marseille, Vieux Port vertreten.

## Filmografie (Auswahl)
- 1937: Gordian, der Tyrann
- 1938: Liebelei und Liebe
- 1939: Die kluge Schwiegermutter
- 1939: Kennwort Machin
- 1948: Morgen ist alles besser
- 1950: Es begann um Mitternacht
- 1951: Wenn die Abendglocken läuten
- 1952: Tausend rote Rosen blühn
- 1953: Von Liebe reden wir später
- 1953: Heute nacht passiert’s
- 1953: Wenn am Sonntagabend die Dorfmusik spielt
- 1954: Morgengrauen
- 1954: Roman eines Frauenarztes
- 1955: Es geschah am 20. Juli
- 1955: Suchkind 312
- 1956: Wo die alten Wälder rauschen
- 1956: Waldwinter
- 1956: Die goldene Brücke
- 1956: Rosen für Bettina
- 1956: Roter Mohn
- 1956: Das alte Försterhaus
- 1956: Schwarzwaldmelodie
- 1957: Siebenmal in der Woche
- 1958: Der Arzt von Stalingrad
- 1958: Das Mädchen mit den Katzenaugen
- 1958: Der Priester und das Mädchen
- 1958: Nick Knattertons Abenteuer
- 1958: Der Haustyrann
- 1959: Arzt ohne Gewissen
- 1960: Wir wollen niemals auseinandergehn
- 1961: Musik ist Trumpf
- 1961: Heute gehn wir bummeln
- 1963: Orden für die Wunderkinder
- 1963: Zwei Whisky und ein Sofa
- 1963: Die Flußpiraten vom Mississippi
- 1964: Weiße Fracht für Hongkong
- 1964: Die Goldsucher von Arkansas
- 1965: Das Geheimnis der drei Dschunken
- 1965: Die letzten Drei der Albatros
- 1967: Fast ein Held
- 1967: Eine Handvoll Helden
- 1967: Liebesnächte in der Taiga
- 1968: Lady Hamilton – Zwischen Schmach und Liebe
- 1969: Madame und ihre Nichte
- 1970: Ich schlafe mit meinem Mörder
- 1971: Hausfrauen-Report
- 1971: Hausfrauen-Report 2
- 1971: Kommissar X jagt die roten Tiger
- 1971: Paragraph 218 – Wir haben abgetrieben, Herr Staatsanwalt
- 1972: Hausfrauenreport III
- 1972: Krankenschwestern-Report
- 1972: Lehrmädchen-Report
- 1972: Die Klosterschülerinnen
- 1972: Massagesalon der jungen Mädchen
- 1973: Junge Mädchen mögen’s heiß, Hausfrauen noch heißer
- 1973: Schloß Hubertus
- 1973: Hausfrauen Report international
- 1974: Wer stirbt schon gerne unter Palmen
- 1974: Der Jäger von Fall
- 1975: Verbrechen nach Schulschluß
- 1975: Der Edelweißkönig
- 1975: Champagner aus dem Knobelbecher
- 1975/77: Frauenstation
- 1976: Anita Drögemöller und die Ruhe an der Ruhr
- 1976: Das Schweigen im Walde
- 1977: Oh lala – Die kleinen Blonden sind da (Arrête ton char… bidasse!)
- 1978: Das Wirtshaus der sündigen Töchter
- 1979: Zum Gasthof der spritzigen Mädchen
- 1980: Zärtliche Cousinen